# Ушкатти (Казахстан)
Ушкатти́ (каз. Ұшқатты) — село у складі Айтекебійського району Актюбінської області Казахстану. Адміністративний центр та єдиний населений пункт Ушкаттинського сільського округу.
У радянські часи село називалось Союзне.
Населення — 214 осіб (2021; 560 у 2009, 657 у 1999, 1008 у 1989).